# Joelia Natsjalova
Joelia Viktorovna Natsjalova (Russisch: Юлия Викторовна Началова; Voronezj, 31 januari 1981 – Moskou, 16 maart 2019) was een Russische zangeres.

## Biografie
Als dochter van de componist Viktor Natsjalov begon ze op haar vijfde jaar haar muziekcarrière bij het Voronezj Filharmonisch Orkest. In 1992 deed ze mee aan de televisiewedstrijd "Morning Star" en wist die te winnen. Hierdoor werd ze gevraagd om een muzikaal kinderprogramma te gaan presenteren: Tam-Tam Nieuws (Russisch: Там-там новости.).
Toen ze in 1995 de winnaar werd van het programma Big Apple (een groot internationaal Slavisch muziekprogramma) steeg haar populariteit in Rusland naar grote hoogte. Op 14-jarige leeftijd mocht ze in het voorprogramma staan van enkele grote internationale artiesten zoals Diana Ross, Sheryl Crow en Christina Aguilera.
Op 20 januari 2001 trouwde ze met Dmitri Lansky, de leadzinger van de band "Prime Minister", maar in 2003 scheidden ze al omdat Lansky haar meermalen bedrogen zou hebben. Sinds 1 juni 2006 was ze getrouwd met de voetballer Jevgeni Aldonin, die voor CSKA Moskou uitkomt. Op 2 december van hetzelfde jaar werd hun dochtertje geboren. Maar ook dit huwelijk eindigde in 2011 met een scheiding. Sindsdien was professioneel hockeyspeler Alexander Frolov haar nieuwe levenspartner.
Ze overleed op 38-jarige leeftijd aan een hersenoedeem.

## Discografie

### Albums
| Release | Album                                              | Certificaat |
| ------- | -------------------------------------------------- | ----------- |
| 1995    | - Ах, школа, школа (Vertaling: Ah, school, school) | -           |
| 2005    | - Музыка любви (Vertaling: Muziek van de liefde)   | -           |

## Filmografie
- 2001 - Герой её романа (De held van haar roman)
- 2004 - Бомба для невесты (Bom voor de bruid)
- 2005 - Три мушкетёра (De drie musketiers)